# Večcevni raketomet
Večcevni raketomet ali večcevni raketometni sistem (angleško Multiple Launch Rocket System; kratica MLRS) je raketno-artilerijsko orožje.
Sam tip oborožitvenega sistema se je pojavil med sovjetsko-japonsko mejno vojno leta 1939, uveljavil pa se je med drugo svetovno vojno; glavna predstavnika pa sta bila sovjetska Katjuša in nemški Nebelwerfer.
Osnovni koncep je hkratno oz. hitro zaporedno izstreljevanje raket na ciljno območje. Sprva so bile rakete le nevodljive in zaradi tega nenatančne. Toda zaradi hitrega izstreljevanje, močnega eksploziva v glavah raket in hkratne uporabe več takih sistemov je bilo tako orožje zelo učinkovito in smrtnonosno.
Z razvojem so začeli uporabljati tudi specializirane bojne glave (npr. za uničevanje tankov, pehote, fortifikacij,...) ter vódene in manevrirne rakete.

## Seznami
- seznam večcevnih raketometov druge svetovne vojne